# Collecorvino
Collecorvino è un comune italiano di 6 020 abitanti della provincia di Pescara in Abruzzo, situato nell'area Vestina.

## Storia
Le origini di Collecorvino risalgono alla prima metà del IX secolo, quando Corbino, figlio del longobardo Alderamo, si stanziò su una collina nei pressi di Loreto Aprutino. Il luogo fu fortificato e reso produttivo, prendendo da lui il nome di Colle di Corbino. La forma più antica del toponimo è documentata nell’853 come res Corbini, mentre la denominazione Collecorvino compare stabilmente nel X secolo.
Nel 853, Corbino vendette le sue terre (comprese nella contea di Penne) a Lodovico II, imperatore del Sacro Romano Impero. I nuovi signori, legati al monastero di San Clemente a Casauria, contribuirono allo sviluppo religioso del territorio con la fondazione delle chiese di Sant’Andrea Apostolo, al centro dell’abitato, e di San Paterniano (detta San Patrignano), sul colle opposto.
Nel corso del Medioevo, Collecorvino conobbe numerosi passaggi di signoria: nel 1106 risultava pertinenza del castello di Loreto, con la chiesa di San Pietro ceduta in quell’anno al monastero di Santa Maria di Picciano da parte del normanno Guglielmo di Tascione. Successivamente appartenne ai conti di Loreto, quindi a Matteo d’Atri, ai D’Aquino, ai d’Avalos e infine alla famiglia dei D’Afflitto.
Nel periodo feudale, Collecorvino fu sotto il dominio del Duca d’Atri, e mantenne un ruolo strategico grazie alle sue fortificazioni, alle terre agricole e alla vicinanza con centri importanti come Penne e Loreto Aprutino.

### Età moderna (XVII–XVIII secolo)
Durante il XVII secolo, si assiste a un fiorire della vita religiosa e monastica. Viene ampliato il convento di San Patrignano, affidato ai Frati Minori, che diventa un centro di spiritualità e medicina erboristica. Tra gli elementi di maggior pregio si conservano il chiostro cinquecentesco, affreschi seicenteschi con scene della vita di San Francesco e Sant’Antonio, e il pozzo centrale dove cresce ancora la pianta medicinale del Capelvenere, usata per le malattie respiratorie.
Nel XVIII secolo, Collecorvino fu coinvolto nei movimenti politico-sociali che attraversarono il Regno di Napoli. Venne mantenuto l’assetto agrario, con latifondi gestiti da famiglie nobiliari e una società contadina legata al lavoro della terra, in particolare alla coltivazione di ulivi e viti.

### Età contemporanea (XIX–XX secolo)
Nel XIX secolo, con l’abolizione della feudalità (1806), Collecorvino entrò in un nuovo assetto amministrativo sotto il Regno delle Due Sicilie, e successivamente, nel 1861, fu annesso al neonato Regno d’Italia. Il borgo visse un lento ma costante sviluppo agricolo, grazie anche alla produzione dell’olio extravergine d’oliva, oggi certificato DOP Aprutino Pescarese, e alla viticoltura.
Nel Novecento, Collecorvino fu coinvolto nei grandi eventi storici nazionali. Durante la Prima Guerra Mondiale, molti cittadini combatterono al fronte; nel periodo fascista furono realizzate opere pubbliche e si assistette a fenomeni migratori verso l’estero e le grandi città italiane. Durante la Seconda Guerra Mondiale, il paese subì occupazioni e danni legati alla linea Gustav, che passava non lontano.
Nel secondo dopoguerra si svilupparono piccoli nuclei industriali e artigianali, accanto a una modernizzazione dell’agricoltura. Furono potenziati i servizi pubblici, e il centro storico iniziò a essere rivalutato a partire dagli anni Ottanta, con restauri del patrimonio artistico e religioso.

### Epoca attuale (XXI secolo)
Oggi Collecorvino è inserito tra le “Città dell’Olio”, ed è parte della denominazione vinicola Colline Pescaresi IGT. La sua economia si fonda sull’agricoltura di qualità, in particolare sulla produzione di olio extravergine e di vino locale, e su un turismo lento che valorizza cultura, natura e gastronomia.

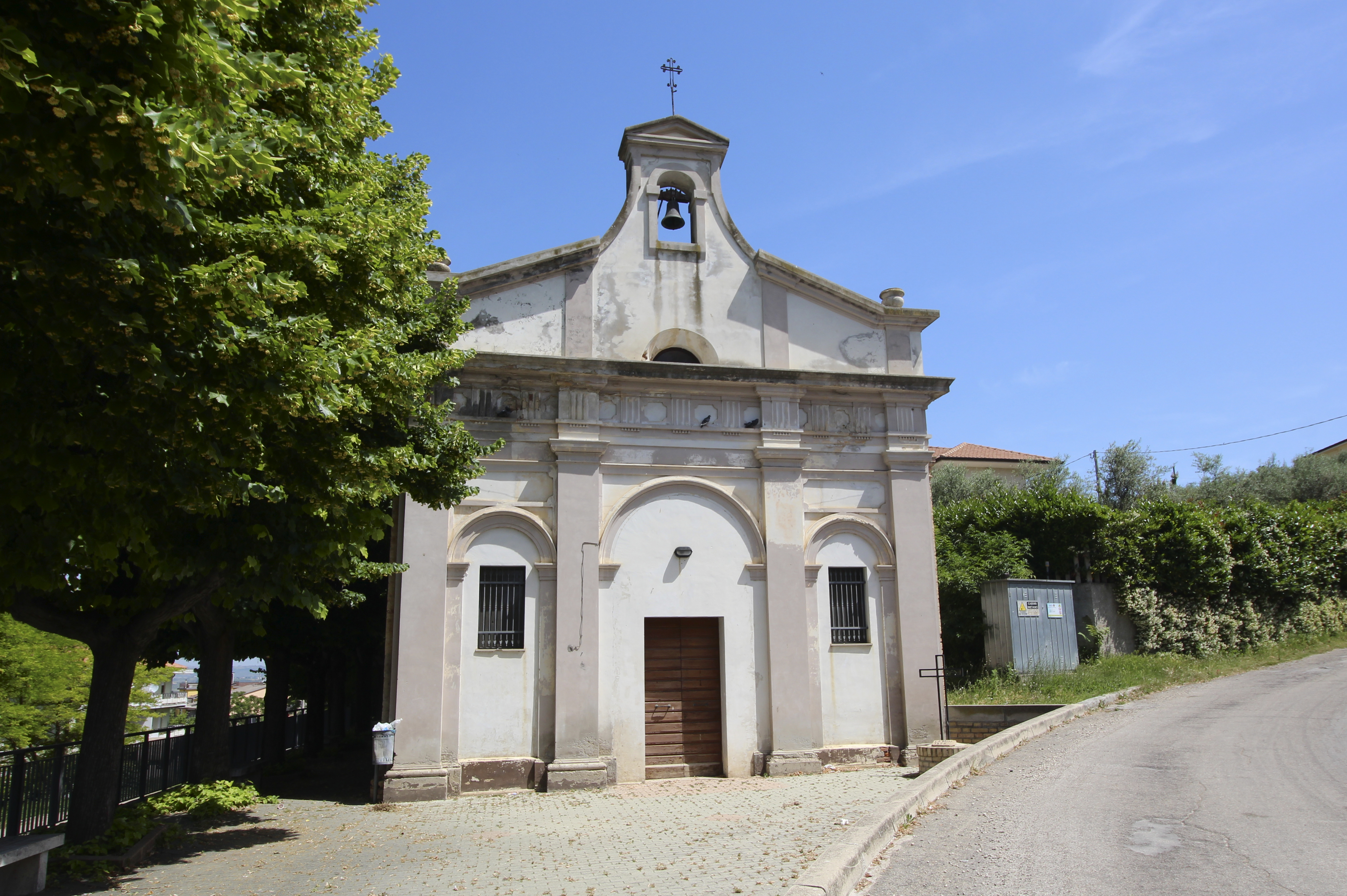
Chiesa di San Rocco

## Monumenti e luoghi d'interesse

### Chiesa di Sant'Andrea
Chiesa parrocchiale del paese. Fu ricostruita nel XVIII secolo in arte tardobarocca. La facciata imponente è semplice e affiancata da due campanili. La cuspide di uno dei due è stata troncata a causa dei danni del terremoto dell'Aquila (2009). L'interno è a navata unica con decorazioni giallo canarino, con stucchi tardobarocchi.

### Convento di San Patrignano

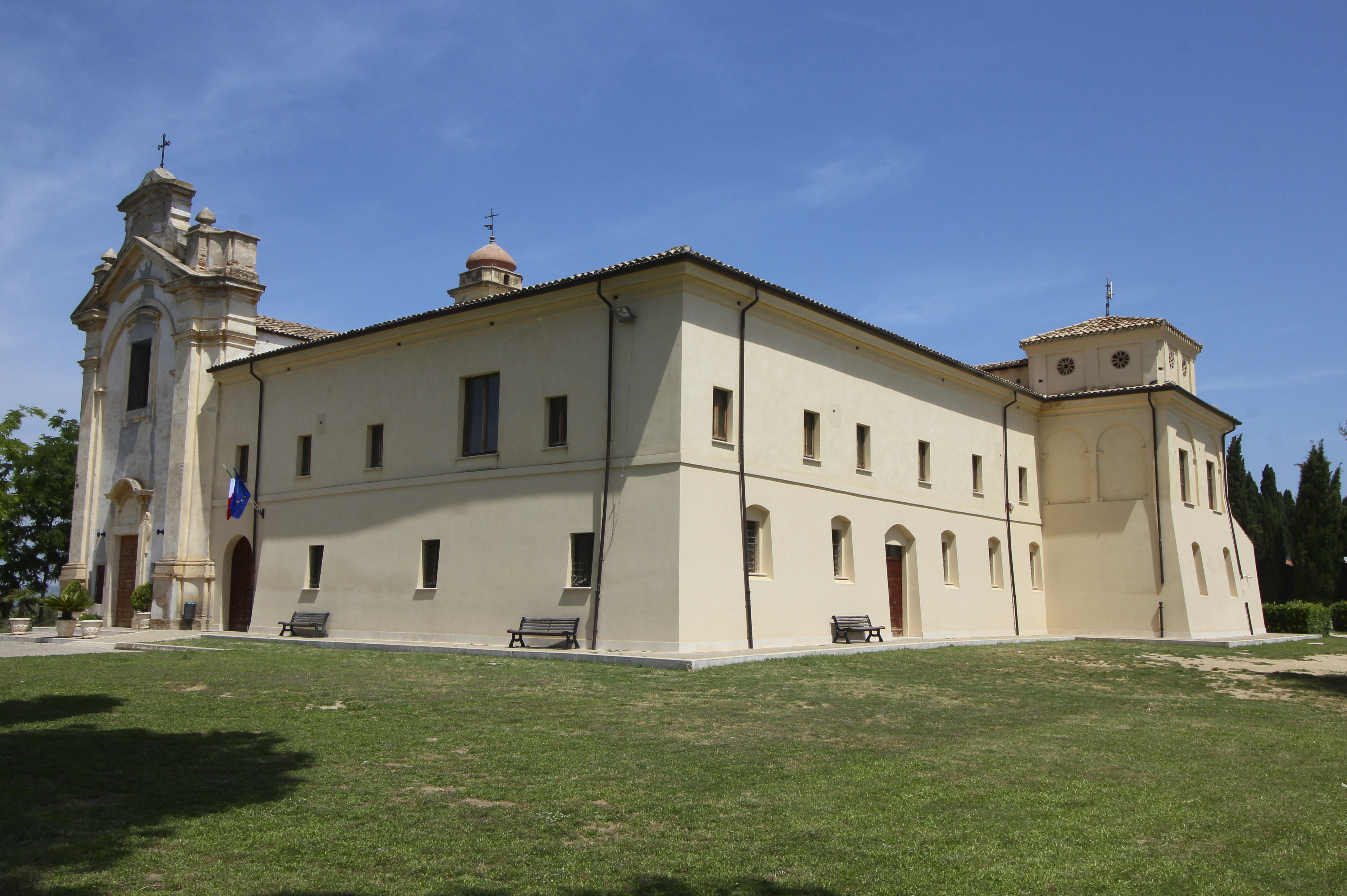
Convento di San Patrignano

Il cenobio fu fondato dai Benedettini nell'854, e successivamente nel XIII secolo passò ai Francescani. Nel 1609 l'arciprete e i canonici cedettero il monastero all'Universitas di Collecorvino insieme a un pezzo di terra per continuare la fabbricazione del convento, destinato a ospitare gli Agostiniani sino alla metà del XVIII secolo. Passò poi ai Frati Minori Osservanti, che dopo aver affrontato le soppressioni napoleoniche e piemontesi, abbandonarono la struttura nel 1968. Da gli anni '70 sino al 2005 il convento è stato abbandonando, subendo vari danni, crolli al tetto, e infiltrazioni. Nel 2005 sono stati avviati dei lavori, ma il sisma dell'Aquila del 2009 ha causato altri danni, rendendo necessari ulteriori restauri

## Società

### Evoluzione demografica
Abitanti censiti

## Amministrazione
| Periodo        | Periodo        | Primo cittadino      | Partito                                                            | Carica                  | Note          |
| -------------- | -------------- | -------------------- | ------------------------------------------------------------------ | ----------------------- | ------------- |
| 23 aprile 1995 | 22 agosto 2001 | Donato Di Clemente   | Lista civica di centro-sinistra                                    | Sindaco                 | [ 6 ] [ 7 ]   |
| 23 agosto 2001 | 26 maggio 2002 | Malgari Trematerra   |                                                                    | Commissario prefettizio | [ 8 ]         |
| 27 maggio 2002 | 27 luglio 2010 | Massimiliano Volpone | Lista civica di centro-destra (2002-2007) Lista civica (2007-2010) | Sindaco                 | [ 9 ] [ 10 ]  |
| 28 luglio 2010 | 15 maggio 2011 | Maria Di Cesare      |                                                                    | Commissario prefettizio | [ 11 ]        |
| 16 maggio 2011 | 3 ottobre 2021 | Antonio Zaffiri      | Lista civica di centro-destra W Collecorvino sempre                | Sindaco                 | [ 12 ] [ 13 ] |
| 4 ottobre 2021 | in carica      | Paolo D'Amico        | Lista civica di centro-destra W Collecorvino sempre                | Sindaco                 |               |